# 阿爾薩斯旗
阿爾薩斯旗（Rot un Wiss），又稱紅白旗（Rot-un-Wiss）是法國阿爾薩斯地區的旗幟，這面旗幟是阿爾薩斯自治主義支持者使用的旗幟，和阿爾薩斯的正式旗幟並不相同。